# 제334보병사단
제334보병사단(독일어: 334. Infanterie-Division)은 제80보병사단을 모체로 1942년 11월에 창설된 나치 독일 육군의 보병사단이다. 이 사단은 북아프리카 전역과 이탈리아 전역에 참전했으며, 북아프리카 전역 중 튀니지아에 고립되어 항복하여 해체되었다가 다시 재창설되기도 했다.

## 부대 역사
특별한 이유로 이 사단은 예하 3개 연대가 서로 다른 군관구에서 창설되었다. 2개 보병연대 및 1개 산악연대(제756산악연대)를 묶어서 사단을 창설하였으며, 북아프리카 튀니지아로 이동하여 제5기갑군에 배속되어 싸우던 중 항복하였다.
1943년 프랑스 보르도에서 재창설되었다. 새로 창설된 제334보병사단의 병력 대부분은 뉘른베르크의 8군관구에서 충원되었다. 3개월간 재편성 및 훈련 후 신편 제334보병사단은 1943년 가을에 이탈리아로 이동하여 C 집단군에 배속되어 전쟁이 끝날 때까지 이탈리아에서 싸웠다. 1945년 2월, 볼로냐 방어선에 배치된 사단의 유효 전력은 2,600여명에 불과했으며, 결국 4월말 다른 산악군단들과 함께 항복하였다.

## 관련 부대
- 제80보병사단
- 제756산악연대

## 기사십자장 수훈자
- 1943년 5월 13일, 파울 아우도르프 중령 (제754척탄병연대)
- 1944년 10월 9일, 카를 오르트리브 중령 (제754척탄병연대)
- 1944년 11월 26일, 롤란트 예니쉬 대위 (제756척탄병연대)
- 1944년 11월 26일, 헬무트 라임쿠흘 중위 (제756척탄병연대)
- 1945년 1월 12일, 호르스트 파이퍼 중령 (제755척탄병연대)
- 1945년 1월 14일, 로렌츠 노이마이어 이등병 (제755척탄병연대)

## 같이 보기
- 사단 (군사)
- 서부 전선 (제2차대전)
- 제2차 세계 대전 중 독일군 사단 목록
- 독일 육군 (1935년–1945년)
- 독일 연방방위군 육군 (현재)